# Parnassianesimo
Il parnassianesimo è un movimento poetico apparso in Francia nella seconda metà del XIX secolo. Il suo scopo era riportare la poesia al Parnaso, il monte sacro al dio Apollo, dal quale Lamartine l'avrebbe fatta cadere giù. Il nome apparve per la prima volta in una antologia pubblicata dall'editore Alphonse Lemerre nel 1866, intitolata Il Parnaso contemporaneo (Le Parnasse contemporain). Tra le altre, quest'ultima raccoglie delle poesie di Paul Verlaine che vennero raccolte successivamente nei Poèmes saturniens.

## Caratteristiche
Questo movimento è una reazione all'eccesso sentimentale del romanticismo. Esso esalta il riserbo e l'impersonalità e rigetta assolutamente l'impegno sociale e politico dell'artista. Per i Parnassiani l'arte non deve essere utile o virtuosa e il suo solo scopo è la bellezza. È la rinomata teoria de «l'art pour l'art» (L'arte per l'arte) di Théophile Gautier: 
Scolpisci, lima, cesella;
che il tuo sogno fluttuante
      si sigilli
nel sasso resistente!»
(Théophile Gautier - L'Art in Émaux et camées)
Lo scrittore si pone dinnanzi all'opera come il cesellatore, cura i minimi dettagli, non importa l'argomento che si sta trattando, deve semplicemente essere perfetto dal punto di vista stilistico e sonoro. Questo movimento riabilita anche il lavoro spietato e minuzioso dell'artista - in contrasto con l'ispirazione immediata del romanticismo - e utilizza spesso la metafora della scultura per indicare la resistenza della «matière poétique» (materia poetica). Nel 1863, Émile Littré aveva definito la poesia come l'arte di fare delle opere in versi. Dal 1865 al 1895, il movimento fu appannaggio di storici animatori, maghi delle lettere e poeti impeccabili, delle effusioni romantiche, di amanti del rigore tecnico, di parole rare e di perfezione formale.
Promotore del parnassianesimo fu il poeta Catulle Mendès, mentre il capofila fu considerato Charles Marie René Leconte de Lisle. Il  programma  del movimento dei parnassiani tendeva al recupero di alcuni aspetti del classicismo rinascimentale e settecentesco, e a un'arte impeccabile e impassibile, che escludesse l'emotività e il sentimentalismo,  e insieme si astenesse da ogni forma di impegno sociale e politico: l'autonomia dell'arte è ribadita con forza. Il maggior teorico del movimento fu Théodore de Banville: nel Traité de poésie française (Piccolo trattato di poesia francese), uscito nel 1872, sostenne l'autonomia dell'arte e una sua concezione raffinata che la riserva a pochi eletti. Alcuni aspetti del parnassianesimo influenzarono in Italia Carducci, Pascoli e D'Annunzio.

## I parnassiani
Sono stati i primi a parlare di un concetto di "arte per l'arte", ovvero, essa deve essere giudicata con parametri estetici.

### I precursori
- Théophile Gautier;
- Théodore de Banville.

### Parnassiani celebri
- Charles Marie René Leconte de Lisle, considerato come la testa del movimento,
- Catulle Mendès,
- Sully Prudhomme,
- José Maria de Hérédia,
- François Coppée,
- Pierre Louÿs,
- Léon Dierx.

### I parnassiani, stricto sensu
La lista completa dei poeti che hanno contribuito alle tre raccolte del Parnasse contemporain figurano nell'articolo omonimo. Tra essi segnaliamo quelli che hanno soprattutto segnato la storia letteraria in quanto romanzieri:
- Paul Bourget,
- Anatole France,
- Villiers de l’Isle-Adam.

### I grandi poeti affiliati
Il movimento fu accompagnato da qualche grande poeta, che l'ha affiancato con titoli diversi, senza esserne ridotto alle sue tesi, come:
- Charles Baudelaire,
- Paul Verlaine,
- Stéphane Mallarmé.

### Influenza esercitata dai parnassiani
- Arthur Rimbaud: le Parnasse contemporain inizia Rimbaud alla poesia dei suoi tempi.[4]
- Francis Jammes,
- Paul-Jean Toulet.